# Merouane Abdouni
Merouane Abdouni est un footballeur international algérien né le 27 mars 1981 à Bordj El Kiffan dans la wilaya d'Alger. Il évoluait au poste de gardien de but.

## Biographie
Il a évolué au sein de l'USM El Harrach de 1999 à 2002 où il est remarqué malgré son jeune âge, avant de porter les couleurs de l'USM Alger pour trois autres saisons (2002-2005) où il confirme ses grandes qualités, et connait ses premières sélections en équipe nationale A. Il compte 4 sélections en équipe nationale  entre 2002 et 2007.
Il est désigné meilleur gardien de but en Algérie durant la saison 2005-2006 par les quotidiens El Heddaf et Le Buteur. Cette même saison, Merouane figure sur l'équipe type DZFoot du championnat Algérien.
Le 14 avril 2007, Merouane écope de 2 ans de suspension par la CAF, pour une agression contre un arbitre international ivoirien lors de la rencontre qui avait opposé son club à la formation nigériane de Kwara United le 4 mars 2007 pour le compte du match aller de la coupe de la CAF. Une sanction lourde qui annonce le début d'une période difficile pour ce jeune gardien prometteur, et qui risque de chambouler toute sa carrière sportive.

## Palmarès
USM Alger
- Championnat d'Algérie de football (2) :
- Champion : 2003, 2005

- Coupe d'Algérie de football (2) :
- Vainqueur : 2003

 MC Alger
- Coupe d'Algérie de football (2) :
- Vainqueur : 2006, 2007

- Supercoupe d'Algérie de football (1) :
- Vainqueur : 2006

## Distinctions personnelles
Gant d'or (1) :
- Vainqueur : 2006

## Sélections
- 14/01/2002 :  Algérie 4 - 0  Bénin : Amical
- 20/08/2002 :  Algérie 1 - 1  RD Congo : Amical
- 24/09/2002 :  Algérie 1 - 1  Ouganda : Amical
- 17/11/2004 :  Algérie 1 - 2  Sénégal : Amical